# 白矛海螄螺
白矛海螄螺（学名：Epitonium zatrephes）为海螄螺科海螄螺屬下的一个种。